# Twenty20 Big Bash
Das Twenty20 Big Bash war ein nationaler Twenty20-Cricket-Wettbewerb in Australien. Dieser wurde 2011 durch den Nachfolger Big Bash League ersetzt. Im Gegensatz zu diesem treten im Twenty20 Big Bash die Teams der Bundesstaaten gegeneinander an. Des Weiteren qualifizieren sich aus diesem Wettbewerb ab der Saison 2007/2008 die australischen Vertreter für die jährliche Champions League Twenty20.

## Mannschaften
Die Teilnehmer sind die Mannschaften der Bundesstaaten.
| Team                  | Staat             | Heimstadion                        |
| --------------------- | ----------------- | ---------------------------------- |
| New South Wales Blues | New South Wales   | Sydney Cricket Ground, ANZ Stadium |
| Queensland Blues      | Queensland        | The Gabba                          |
| Southern Redbacks     | South Australia   | Adelaide Oval                      |
| Tasmanian Tigers      | Tasmanien         | Bellerive Oval                     |
| Victorian Bushrangers | Victoria          | Melbourne Cricket Ground           |
| Western Warriors      | Western Australia | WACA Ground                        |

## Sieger
| Saison    | Finalort                 | Sieger          | Finalgegner       | Ergebnis                                 |
| --------- | ------------------------ | --------------- | ----------------- | ---------------------------------------- |
| 2005/2006 | North Sydney Oval        | Victoria        | New South Wales   | Victoria gewinnt mit 93 Runs             |
| 2006/2007 | Melbourne Cricket Ground | Victoria        | Tasmanien         | Victoria gewinnt mit 10 Runs             |
| 2007/2008 | WACA Ground              | Victoria        | Western Australia | Victoria gewinnt mit 32 Runs             |
| 2008/2009 | ANZ Stadium              | New South Wales | Victoria          | New South Wales gewinnt mit 5 Wickets    |
| 2009/2010 | Adelaide Oval            | Victoria        | South Australia   | Victoria gewinnt mit 48 Runs             |
| 2010/2011 | Adelaide Oval            | South Australia | New South Wales   | Southern Australia gewinnt mit 8 Wickets |

## Abschneiden der Mannschaften
| Vorrunde (VR)     |
| Halbfinale (HF)   |
| Zweiter Platz (2) |
| Turniersieger (1) |

| Team              | 2005/2006 | 2006/2007 | 2007/2008 | 2008/2009 | 2009/2010 | 2010/2011 |
| ----------------- | --------- | --------- | --------- | --------- | --------- | --------- |
| New South Wales   | 2         | VR        | VR        | 1         | VR        | 2         |
| Queensland        | VR        | VR        | VR        | HF        | HF        | VR        |
| South Australia   | VR        | VR        | VR        | VR        | 2         | 1         |
| Tasmanien         | VR        | 2         | VR        | VR        | VR        | HF        |
| Victoria          | 1         | 1         | 1         | 2         | 1         | VR        |
| Western Australia | VR        | VR        | 2         | VR        | VR        | VR        |